# Bélgica nos Jogos Olímpicos de Verão de 1968
A Bélgica participou dos Jogos Olímpicos de Verão de 1968 na Cidade do México.